# Svane Porcelæn
Svane Porcelæn var en dansk porcelænsvirksomhed der blev oprettet i 1976 af Steen Hauer.Steen Hauer drev allerede på det tidspunkt en serigrafisk virksomhed (Carta) i København.
Svane Porcelæn var i første omgang beliggende på adressen: Struenseegade 15 A - København N -  og arbejdede primært med platter og porcelæn som askebægre, vaser og lign. til virksomheder, foreninger m.m..
I 1982/83 kom Søren Jørgensen ind i Svane Porcelæn - og virksomheden flyttede fra København til adressen: Nyboesgade 30 - 7100 Vejle
I de første år efter flytningen til Vejle havde Svane Porcelæn stadig et salgskontor i København. Dette stoppede dog i 1986 - og herefter havde virksomheden udelukkende adresse i Vejle.  
Virksomheden overgik i 1991 fra et Aps til en enketmandsvirksomhed - stadig under Søren Jørgensen. På dette tidspunkt flyttede virksomheden til: Skanderborgvej 33 i Uldum (7171) 
Søren Jørgensen valgte i 2005 at lukke Svane Porcelæn.

## Platter
Virksomheden stod for en større produktion af platter og andet porcelæn.
- Markedsplatter 
  - Årsplatter fra de de forskellige danske markeder 
    - Bl.a. Egeskov Marked, hvor der udkom 30 årgange af platten[7] [8]
- Platter med danske kirker som motiv
  - Hylke Kirke
  - Tinglev Kirke
  - Tårs Kirke
  - Vindelev kirke
  - Vonge kirke
- Platter med danske seværdigheder som motiv
  - Skamlingsbanken
- By-platter fra forskellige danske byer
  - Esbjerg
  - Hvide sande
  - Korsør
  - Løkken
  - Svendborg
- Andre
  - Jernbane - Struer - Thisted - 1882 - 1982
  - Storebæltsforbindelsen - Østbroen
  - Farø-Broerne
  - Røde kors - 125 år - 1863-1988
  - Ryslinge Højskole
- Flere detaljer følger snart

## Kunstnere tilknyttet Svane Porcelæn
- Mogens Billegrav [9] [10]